# Choiza
Choi Jae-ho (né le 17 mars 1980), connu professionnellement sous le nom de Choiza (hangeul: 최자) est un rappeur sud-coréen. Lui et Gaeko font partie du duo de hip-hop Dynamic Duo, qui est connu grâce à leur premier album Taxi Driver sorti en 2004.

## Vie privée
En août 2014, Choiza annonce publiquement sa relation avec l'ex-membre des f(x) Sulli. Cette annonce a également été confirmée par Amoeba Culture dans un communiqué de presse.

## Filmographie

### Emissions de variété
| Année | Titre           | Chaîne | Notes                            |
| ----- | --------------- | ------ | -------------------------------- |
| 2015  | Hello Counselor | KBS2   | Invité (avec Gaeko), épisode 250 |